# Carlo Facchin
Carlo Dino Facchin (Portogruaro, 27 agosto 1938 – Roma, 28 novembre 2022) è stato un allenatore di calcio, calciatore e allenatore di calcio a 5 italiano.

## Carriera

### Giocatore
Prodotto dal vivaio della SPAL, ha successivamente giocato in Serie A con Catania (con cui alla prima giornata del campionato 1964-1965, il 13 settembre 1964, segnò al 90º il gol del pareggio in trasferta per 1-1 contro il Milan, dopo che al 1º aveva segnato Lodetti, per arrivare a raggiungere alla fine del campionato il quarto posto nella classifica dei cannonieri con 13 gol, dopo che nelle prime 5 giornate aveva segnato 6 reti), Torino (nelle cui file nella stagione 1967-1968 si piazza tra i migliori cannonieri della Serie A), Lanerossi Vicenza e Almas Roma.

### Allenatore
Terminata la carriera di giocatore, Facchin intraprese quella di allenatore. Nella stagione 1978-79 guidò il Siracusa alla promozione in C1 e alla vittoria della Coppa Italia Semiprofessionisti. In seguito fu commissario tecnico della Nazionale maschile di calcio a 5 dell'Italia dal maggio del 1990 all'aprile del 1991 e poi di nuovo dall'ottobre del 1993 al maggio del 1997. In questo secondo ciclo ha centrato la qualificazione al primo campionato europeo (concluso al 4º posto) e alla Coppa del Mondo del 1996 (concluso al 2º turno).

## Palmarès

### Giocatore

#### Competizioni nazionali
- Coppa Italia: 1

Torino: 1967-1968

### Allenatore

#### Competizioni nazionali
- Coppa Italia Semiprofessionisti: 1

Siracusa: 1978-1979